# 台湾鳝藤
台湾鳝藤（学名：Anodendron benthamianum）为夹竹桃科鳝藤属的植物，为台灣的特有植物。分布于台灣本島，生长于海拔400米的地区，常生于山地林中，目前尚未由人工引种栽培。

## 异名
- Formosia benthamiana (Hemsl.) Pichon